# Teuthraustes rosenbergi
Espèce
Synonymes
- Chactas rosenbergi Pocock, 1898

Teuthraustes rosenbergi est une espèce de scorpions de la famille des Chactidae.

## Distribution
Cette espèce est endémique de la province du Guayas en Équateur,. Elle se rencontre vers Chimbo.

## Description
L'holotype mesure 65 mm.

## Systématique et taxinomie
Cette espèce a été décrite sous le protonyme Chactas rosenbergi par Pocock en 1898. Elle est placée dans le genre Teuthraustes par Kraepelin en 1899.

## Étymologie
Cette espèce est nommée en l'honneur de William Frederick Henry Rosenberg.

## Publication originale
- Pocock, 1898 : Descriptions of some Scorpions from Ecuador. Annals and Magazine of Natural History, sér. 7, vol. 1, p. 413-422 (texte intégral).